# Адам Нарушевич
Ада́м Тадеуш Станіслав Наруше́вич  (20 жовтня 1733, Пінщина — 8 липня 1796, Янів Підляський) — луцький латинський єпископ у 1790—1796 рр. Видатний польський поет епохи Просвітництва, автор історичних творів і політичних трактатів, а також перекладач класичної літератури.

## Біографія
Народився 20 жовтня 1733 р. в Пінщині біля Логішина. Батько — ловчий пінський Юрій Нарушевич, мати — перша дружина батька Павліна з Абрагамовичів. Молодший брат Станіслав — василіянин.
У 1748 р. вступив до ордену єзуїтів; закінчив Віденську Академію, де потім сам і викладав. Від 1758 р. продовжив своє навчання в Ліоні й 17 січня 1762 р. прийняв священицький сан у В'єні, Франція.
Після повернення на батьківщину викладав у Collegium Nibilium і в Лицарській школі у Варшаві. Від 1771 р. радник короля Станіслава Августа Понятовського. 13 березня 1775 р. номінований титулярним єпископом Емаусу і коад'ютором смоленського ординарія Гавриїла Лодзинського. Хіротонію прийняв 25 травня 1775 р. смоленським Єпископом став 28 листопада 1788 р. Згодом 3 червня 1790 був номінований королем на Луцьке єпископство. На посаду вступив після затвердження Папою  — 29 листопада 1790 р.
Помер 8 липня 1796 року в Янові Підляському і 12 липня того ж року був похований у підземеллях місцевої колегіати.